# 巣作りドラゴン
『巣作りドラゴン』（すづくりドラゴン）はソフトハウスキャラより2004年6月25日に発売されたアダルトゲーム。ジャンルはシミュレーションゲーム。
『恋姫†夢想』とのコラボ作品は#コラボレーションタイトルを参照。

## ストーリー
舞台は中世風の世界。ある日、エルブワード王国にある大きな山に竜が巣を作り始めた。竜は周辺の村や町に生贄や金品を要求し、逆らうものには容赦をしないため、王国は騒然となった。しかしその竜は大きな被害をもたらさなかったため、王国は無駄に刺激をすることもないと静観することにした。ところが数十年後、突如竜が村や町を攻撃、貢物を要求してきた。放置できなくなった王国はやむを得ず竜討伐令を発するのだった。
混血の竜族であるブラッドは、幼い頃から竜族最強最悪の女と呼ばれるリュミスにいじめられ、何度も重傷を負わされてきた。そこでブラッドは、大きく立派な巣を作り財宝を蓄えてから花嫁を迎えるという竜族の習慣を利用し、巣作りを口実に竜族の村を出る事にした。ところが出発の前日、行方不明になっているブラッドの許婚ライアネに代わり、リュミスが許婚になってしまう。わざと巣作りを遅らせる事で結婚を先延ばしにしようとしたブラッドだったが、業を煮やしたリュミスが勝手に周辺の村や町を攻撃、貢物を要求する。さらに期限内に立派な巣を作らねば死なすと脅され、ブラッドはやむを得ず巣作りに本腰を入れるのだった。

## システム
ゲームの（一応の）目的はリュミスが満足する巣を作る事。そのためには財宝を蓄え、巣を豪華なものにし、Hのテクニックを磨かねばならない。また、巣には財宝や竜退治が目的の人間が侵入してくるため、迎撃するモンスターを雇ったり巣に罠を設置したりすることができる。
財宝は村や町を攻撃して貢物として、侵入者を撃退して身ぐるみを剥ぐ、侵入者を捕らえて身代金として得る。巣は財宝を消費して豪華にし、Hのテクニックは捕虜で練習して磨く。

## 世界設定
竜
数千年前まで大地と空を支配していた超生命体。不老長寿（外的要因で落命しなかった場合の寿命は数万年）で、戦闘能力は天使や悪魔をも凌駕する。あまりにも気侭に殺戮と破壊を続け過ぎたため天界・魔界と戦争になり、2000年に及ぶ戦いの末に屈服した。戦争中にほとんどが殺害され、生き残った竜はわずか15頭だった。生き延びた竜は人間の姿に変えられて能力を封印され、人間や亜人のパートナーを宛がわれて再び数を増やしたが、戦争中に神によって創造された「竜殺し」の一族や竜殺しの神器を手にした人間によって狩られ、現在の生息数は1000頭にまで減り、男女比は1：16と偏ってしまった。
多くは竜の里で纏まって暮らしているが、ある程度成長した竜は巣作りのため里を離れ独り立ちする。女性の戦闘力が男性と比較にならないほど強い。非常に長命であるため、繁殖力が低い。現代に生きる竜は通常人間の姿で生活しているがこれは仮初の姿であり、人間の姿でいる時の竜を殺害する事は出来ない。人間の姿でいる時に致命傷を受けると竜本来の姿に戻り、理性を失って本能の赴くまま破壊の限りを尽くす。この際、記憶喪失になる場合がある。
多くの竜は人間の姿の時は人間並みの力しか発揮出来ないが、強大な力を持つ竜や歳経た竜は人間の姿でも竜としての力を振るうことが出来る。身体の全ての部位が高級な魔法素材である。また若返りの秘薬の材料となる竜の男性の精液を胎内に受けた人間・亜人の女性は不老長寿となり、約300年ほど生きる。古代竜・魔王竜・暗黒竜・火炎竜・水氷竜・地砕竜・烈風竜・雷光竜など、全部で15の種類がいる。またワイバーンなどの亜竜も存在するが、これら亜竜の能力は竜に遠く及ばず、知性も無い。
竜の結婚
竜は一般的に親同士が決めた許婚と結婚する。成長した若い竜は結婚の準備のために里を離れ、人間の領域にある山腹等に巣を構える。巣を大きくしまた相当の蓄財をした後、許婚を迎え入れる。また性的な事柄に関して秘する習慣のある竜の社会には性教育というものが無いため、若い竜は巣に侵入してきた人間や亜人の女性を捕らえて彼女達を相手にセックスの練習をし、来るべき初夜に備える。
巣が粗末であったり、財産が少なかったり、また性的技巧が未熟だったりした状態で新婦を迎えてしまうと侮辱と看做され、新郎は手酷い制裁を受ける場合がある。なお竜は女性の数が男性より著しく多いこともあり一夫一婦制ではないが、竜の女性は非常に独占欲が強く嫉妬深いため、妻を上手く手懐けることが出来た夫だけが、2人目以降の妻を持つことが出来る。
竜殺し
竜と天界・魔界の戦争中に、神が創造した特殊な人間。基本的な戦闘能力が通常の人間より高い上、竜の血統に反応して対峙した竜の能力を封じる特殊能力を持っている。相手の竜が純血に近いほどその効果は大きい。「竜殺し」の一族は戦争終結後も竜を殺し続けたため、竜の絶滅を恐れた天界・魔界によって根絶やしにされた。
なお同様に対峙した竜の能力を封印する「竜殺しの剣」という神器が存在するが、「竜殺し」の一族の根絶と同時期にほとんどが天界によって回収されており、魔界では超レアなコレクターズアイテムとして扱われている。
竜騎士
竜がその長い一生の間に、ただ1人の人間にだけ与える称号であり、またその称号を得たパートナーのこと。唯一、竜の背に乗る資格を持つ者。数ある騎士位の中でも最高峰であり、人間社会においては並みの王よりも権威がある。なお巣作り中の竜が竜騎士を迎えた場合、その竜騎士が存命中は結婚を延期することが出来る。
ギュンギュスカー商会
ある吸血鬼が起業した、魔界でも有数の商会。主な業務の1つに、竜の巣の委託管理がある。従業員は全員魔族である。組織体系は軍隊式であり、時給制の下士官・兵と月給制の士官に分かれる。竜の巣などの派遣先での業務は大佐である連隊長が統括する。
所詮は金で雇われた関係なので、従業員の雇用主に対する忠誠心はほぼ皆無。社内規則で雇用主と肉体関係を持つことが禁じられている。また従業員が商会を退職するには、将官に昇進して本社勤務になるか、誰かに身請してもらう必要がある。
メイド隊
ギュンギュスカー商会で働いている魔族（吸血鬼の眷属）の少女の集団。横に伸びた大きな耳が特徴で、全員がお揃いのメイド服を着用している。全てのメイドが髪色以外全く同じ容姿をしているのは、そういう種族だからである。本人の意思とは関係なく、村単位でまとめて商会に雇い入れられている。同族であるせいか、メイド同士の仲は非常に良く和気藹々としている。
男性の精神や精力を吸い取ったり、逆に分け与えたりする能力を持つが、メイド隊の大多数が処女であり能力を上手くコントロール出来ないことが、社内規則「雇用主と肉体関係を持ってはならない」の理由である。なおブラッドの巣に派遣されてきたメイド隊は、42名全員が士官であり、巣の増改築から侵入者迎撃の指揮、捕虜の管理から家事全般まで、何でもこなす。なお戦闘指揮メイドのコールサインは「コントロールワン」、偵察メイドのコールサインは「アームワン」である。
魔族
魔界の住人。様々な種類がいるが、本作には「吸血鬼の眷属」しか登場しない。酷い味音痴で、魔族が作った料理を食べることは人間にとって拷問に等しい。
獣人
獣の肉体的特長を持つ亜人。村を築いて定住し、狩猟や耕作によって生計を立てている。人間から迫害されており関係は険悪なものの、一部には人間と番う者もいる。
エルブワード王国
資源が豊富な以外には何の特徴も無い弱小国家。隣接するハッサン王国とライトナ王国との間の紛争に巻き込まれ、危機的状況にある。数十年前から、北の山に竜が住み着いている。

## メインキャラクター
ブラッド・ライン
主人公。竜社会の上層部によって先祖代々計画的に行われてきた交配によって生み出された雑種で、竜の中では最弱の部類だが魔王竜・暗黒竜・火炎竜・水氷竜・地砕竜・烈風竜・雷光竜の血を受け継いでいるため、これら複数の種類の力を使うことが出来る。元は暗黒竜に連なる一族の出身。竜化した際の姿は、5本の角とくすんだ金色の鱗を持つ。混血のため上手く力が制御できず、竜族では落ちこぼれである。本人もそのことについては自覚しており、たまに自虐的なモノローグが入る。小さい頃からリュミスの暴力には散々な目に遭わされており（内2回は本当に生死の境をさまよい、半年ほどベッドから出られなかったらしい）、習性を利用して竜の里を出る際には安堵していた。リュミスを恐れてはいるが別に嫌いというわけではなく、逆に竜族で一番強くプライドの高いリュミスのことを憧れ目標にしたいとも思っているようである。竜の巣は最高位の攻撃魔法でも崩れない設計になっているが竜の力には耐えられないため、ある程度の額の財産を貯めて修繕費が苦にならないようになるまで、ギュンギュスカー商会の意向で戦闘への参加を止められている。なお、戦闘の際は絶対に死なないが彼が戦闘するたびに巣が壊れるために戦闘終了後に修理代が差し引かれていく。
「BUNNYBLACK」にゲスト出演している。
リュミスベルン（声：羽賀ゆい）
愛称はリュミス。ライアネと共に現代に残ったただ2頭の純血の古代竜で、竜族最強の女。基本的に我侭であり自分の思い通りにいかない場合は実力を持って行動する。またブラッドの巣にいるギュンギュスカー商会のクーやメイド隊を買収しており、ブラッドが滞りなく結婚式を迎えられるように面倒を見ろと言い付けている。幼い頃からブラッドに好意を抱いていたものの、姉妹同然の親友ライアネがブラッドの許婚となっていたため言い出せず、人知れず悩んでいた。
竜社会の上層部が混血種の有益性に疑問を持ちブラッドの抹殺を謀った際には、ブラッドを守るため計画に加わった長老らを殺害した。晴れてブラッドと結婚した後は照れ隠しの傍若無人な態度も何処へやら、夫に甘えまくる新婚生活を満喫している。なお実弟マイトはブラッドの親友でもある。
ツンデレキャラとして非常に人気が高いキャラであるのだが、このことはスタッフにとって想定外であった。それどころかヒロインとすら思っていなかったため、パッケージイラストにはリュミスが描かれていない。しかし彼女のみEDが２つ存在する。
ユメ・サイオン（声：大波こなみ）
麓の獣人の村から貢物と共に差し出された、人間と獣人の混血の娘。人間の方の祖先は「竜殺し」の一族でありその力を受け継いでいる。獣人と交わっていたため、「竜殺し」根絶作戦の際にサイオンの一族は天界・魔界のチェックから漏れていたらしい。また家伝の物かは不明だが「竜殺しの剣」を所有している。村に複数の妹を残して来ている。祖先は「サイオンジ」と名乗っていたが、年月を経て訛り「サイオン」になった。
どうせ死ぬならせめて一矢報いようとブラッドに挑むが、ブラッドが雑種であり「竜殺し」の影響が小さかったことと、ユメ自身が戦闘向きではない服装をしていたため、ブラッドに全治数ヶ月の傷を負わせたものの返り討ちに遭い捕らえられた。家事能力が非常に高く、ブラッドに恭順した後は主に料理番を務めて巣内の食事状況を大いに改善した。
おっとりした性格ではあるが、「犬系？猫系？」と聞いてきたメイドを笑顔で威圧したり、料理を習いに来たメイドに槍を渡して狩りを命じるなど、難儀な面も持っている。雇用主であるブラッドの身内扱いなので、ギュンギュスカー商会の面々からは「ユメ様」と呼ばれている。当然ながら竜殺しの力が最大限に発揮される純血ドラゴンであるリュミスとの相性は最悪で、「竜殺しの剣」を装備した時の戦闘力がリュミスを上回る事がより険悪度に拍車をかけている。
後にブラッドを愛するようになり、彼女のENDでは、許婚であるリュミスを殺害、もしくは脅迫して妻の座を手にし、300年ほどの間ブラッドと暮らしてモミジという名の1女をもうけた。モミジは竜でありながら「竜殺し」の力も受け継いでいるという反則的なハイブリッドであり、モミジとその子孫によって近い将来再び竜が隆盛を極めるのではないかと期待されている。オオカミとタイガーの混血獣人で種類としては「オオガー」系。同メーカーの作品「王賊」のネイ曰く「オオガー族はエリート」らしい。
「グリーンスヴァールの森の中」「BUNNYBLACK」にゲスト出演している。
フェイ・ルランジェル・ヘルトン（声：渋谷ひめ）
かつてエルブワード王国第一王女付近衛騎士だったプロマイヤー・ヘルトン（ギリウム氏）を父に持つ女剣士。父が軍務中に重大な規律違反を犯したことからギリウム氏は騎士位を剥奪され家名も断絶となっているため、フェイ自身は無位無官である。父が遺した近衛騎士の装備、特に魔法剣を何よりも大切にしている。
街が竜に襲われるのを見て討伐に立ち上がり、竜を倒し騎士の称号を得て家名を再興することを目標としている。勇んでブラッドの巣に侵入したものの、剣の効かないモンスターを前に動揺し準備をして来ていたにもかかわらず対処を誤り、捕らえられてしまった。ブラッドに篭絡されて忠誠を誓い、雇われモンスター達と共に巣の防衛を担った。
巣にいる魔族やモンスターにすんなり馴染むなど、意外に適応力が高い。凛とした剣士風ではあるが乙女らしさも持っており、ブラッドのシャツを抱き締めてうっとりしているところをメイドに目撃され、絶滅危惧種扱いされた。雇用主であるブラッドの身内扱いなので、ギュンギュスカー商会の面々からは「フェイ様」と呼ばれている。
彼女の単独ENDでは、後にその忠勤の褒美としてブラッドによって「竜騎士」に叙され、300年に渡ってエルブワード王国を守護した。またソフトハウスキャラのスタッフによる同人サークル「珠手箱」発行の原画集や設定資料集などに掲載されている後日談漫画（著：きくぢん）では、ブラッドとの間にラミネという名の1人娘をもうけている。高い戦闘力と「必殺斬り」を持つ、初心者プレイヤーが最初にぶちあたる壁（特定の行動を起こさないと出現しないため、一週目はそこを逆手に取ることで安全に進めることも出来る）。
なお彼女は部下としては絶対に死なないように設定されており、ステータスは以降の周回プレイに引き継ぐことが出来る。
リ・ルクル・エルブワード（声：西田こむぎ）
愛称はルクル。エルブワード王国第一王女。隣接するハッサン王国・ライトナ王国が領土内に住み着いた竜を恐れて侵攻を見合わせていることで何とか自国が独立を維持出来ている現状を鑑み、竜を討伐したがっている父王を翻意させようと苦心している。性格は気の強いお姫様でありツンデレであるが、部下に対しては横柄な態度などはとらず国を良くしようと協力しているため家臣からの人望が厚い。
度々侵入してくるエルブワード軍に辟易したブラッドらが、貴族の娘を誘拐して脅迫し軍の出動規模を縮小させようとの思い付きでエルブワード城を襲ったところ、捕獲用に雇った触手モンスターが城に居た女性を手当たり次第に攫ってしまい、その中に紛れ込んでいたルクルは巣に連れ去られてしまう。ブラッドに処女を奪われて篭絡され、王国内における竜討伐反対派として引き続き活動することを命じられて解放されるが、ブラッドとのセックスを目当てにその後も度々巣を訪れるようになる。言動や容貌、雰囲気がリュミスに似ているため、メイド隊から怖がられている。
彼女のENDでは、後に王妃と王女の命を材料にライトナ王国と取引をした父王によって処刑されそうになるが、ブラッドに唆されてクーデターを起こし電撃的に王国全土を掌握し、女王の座に就く。更にブラッドの協力を得てハッサン王国・ライトナ王国を征服し、エルブワード王国を大陸最大の強国に伸し上げた。ブラッドの正体を偽って夫に迎え幸せに暮らしているが、国務が忙しくてなかなか夫の相手が出来ないことと、夫が滅ぼした王国の王女達を巣に囲っているのが不満。ブラッドと遺伝的な相性が良いらしく、子供を「ポコポコ生んで」いる。ソフトハウスキャラのスタッフによる同人サークル「珠手箱」発行の原画集や設定資料集などに掲載されている後日談漫画（著：きくぢん）では、娘達の内2人の名は、クリスとラティアである。なお直衛の騎士であったフェイの父プロマイヤーのことをとても信頼していた。
クー（声：春野さつき）
ブラッドの巣に派遣されて来ているギュンギュスカー商会の指揮官。階級は大佐で、役職は連隊長。赤い髪の毛をツインテールにし、常に執事の服をまとっている。性格は明るく思ったことはすぐに口に出す。魔法で空を飛ぶことが出来、ブラッドが近隣の街や村を襲う際には必ず同行しているが、これはブラッドの身を心配したリュミスによって同行するよう依頼されているためである。料理が苦手な魔族の中でも特に料理下手で、その手料理は毒をも美味しく頂く魔族のメイドをたった一口で卒倒させるほどである。カラオケが好きなようでマイクを握ると離さない。
ブラッドのことを「ご主人様」と呼ぶが雇われ人であるため忠誠心は低く、メイド隊同様リュミスに買収されておりブラッドよりも彼女の命令を優先する。曰く「お金を払ってくれる人は全て私のご主人様です」。非常に頭がよく、時にブラッドの参謀のような役割を務める。ブラッドが商品をあまり買ってくれないため営業の成績が下がったらしい。そのため、よくブラッドに商品を薦める。貧乳である事にコンプレックスがあるため露出の多い服装は苦手で、また着替え中など体を見られることを極端に嫌う。
単独ENDでは後にブラッドと肉体関係を持ってしまい、性欲に溺れながらも社内規則を気にして「お仕置き」という体裁をとって関係を続けている。また別のエピローグでは、メイド隊と共に連隊丸ごとブラッドに身請され、乱交三昧の日々を送っている。
「BUNNYBLACK」にゲスト出演している。
ドゥエルナ（声：長崎みなみ）
竜殺しとして名高い女魔導師。竜社会にとって最も危険な人間であり、各竜の元には発見し次第即座に殺すように求める手配書が回されている。竜を殺すのは魔術の材料になるためである。しかし、実際は自分でもわかっていないがなぜか竜に対して強い恨みを心の中に持っていることが原因で竜を標的にする。今回たまたま近くにいるブラッドが狙われる。フェイの次にそびえる壁。
正体はリュミスと共に現代に残ったただ2頭の純血の古代竜、失踪中のブラッドの元許婚ライアネである。ブラッドと姉リュミスを娶わせようとしたマイトによって致命傷を負わされたことで理性を失い竜化して里を飛び出し、以来竜としての記憶を失い竜を殺し続けていた。ブラッドを元許婚と知らずに狙って巣へ侵入して捕らえられ、ベッドに拘束され犯されている最中に記憶を取り戻した。
単独ENDではその後は一旦竜の里に戻ったが、ライアネが戻ったことでブラッドとリュミスの許婚が解消されたため、ブラッドと結婚した。元々放浪癖があったことから結婚後も巣には定住せずに人間の冒険者として生活を続け、夫を振り回している。
リュベルマイト（声：一条光）
愛称はマイト。ブラッドの親友であり、リュミスの実弟。竜の男性の中では最強を誇るが、女性と比べるとその強さは霞んでしまう。ブラッドと同じく巣作り中であるが、たびたびブラッドの巣へと顔を出しに来る。許婚の人物像は不明だが、ブラッドがマイトの許婚を思い浮かべて微妙な表情をしていることから、その一端がうかがえる。
許婚のいるブラッドを思い続ける姉リュミスを見かねて、彼女のために「竜殺しの剣」を持ち出してブラッドの許婚ライアネの殺害を謀った。人間の姿のライアネに致命傷を与えることは出来たものの、理性を失い竜化して暴れるライアネによって自身も致命傷を負わされ、竜化して暴れている内にライアネを取り逃がしてしまった。
ブラッドがドゥエルナを捕獲してライアネの記憶を呼び覚まさせないと、彼女の標的に選ばれ殺害されるという末路を辿る。シスコンであり、リュミスのことを姉以上に思っている節もある。
結婚式コマンドで「誰も選ばない」を選ぶと、彼との友情エンドになる。
リュミスの弟ということでマイトも純血の古代竜だが、マイト以外に古代竜のオスは1頭しか残っていないことがウィザーズクライマーで明かされた。

## サブキャラクター
ティエ以外は専用ルートは無し。
ティエ・テイカー（声：春日アン）
ブラッドの巣に派遣されて来ているギュンギュスカー商会メイド隊の一員。髪色は緑。万能な士官であるため様々な仕事をこなしているが、ブラッドのセックス練習の監視や相手となる捕虜の管理をしている事が多い。吸血鬼の能力を用い、危険なまでに性欲が肥大しつつあるブラッドの精神を吸収して治めようとしたが失敗し、暴走したブラッドに襲われ処女を奪われてしまった。その後も上司のクーに気付かれぬように、密かに関係を続けている。ブラッドの食事の給仕をする際、「この料理は食べにくいので手伝います」と言うのが、「今夜寝室へ忍び込みます」という意味の合図となっている。
エーファ・ライズマン（声：冨樫ケイ）
ブラッドの巣に侵入して捕らえられ、妾となった女剣士。大剣を使う。ツンデレの気がある。巣周辺の偵察から巣の防衛を担う竜戦士として世に知られ、ブラッドとの間に3児をもうけた。子供達は3人共長じて優れた剣士となり名を残す。
マイム・マイストロン（声：金松由花）
ブラッドの巣に侵入して捕らえられ、妾となった女僧侶。最初は抵抗するものの性行為の快楽に溺れることになる。巣内の治療要員として活躍し、ブラッドとの間に2児をもうけた。子供達はエルブワード王国に貢献し、王国の歴史に名を残す。
ラル・グレー（声：ダイナマイト亜美）
ブラッドの巣に侵入して捕らえられ、妾となった女軍人（エルブワード王国騎士）。これもツンデレの気がある。解放された後にブラッドの子を生み、再び巣に戻って防衛を担った。息子は戦士として名を残す。サブキャラとしては最もHシーンを見るのが難しい。
リオ・ハレイン（声：宇佐美桃香）
ブラッドの巣に侵入して捕らえられ、妾となった女盗賊。エルブワード王国首都の盗賊組合長の娘。40代の頃に父親から組合長の地位を簒奪し、以降100歳頃までエルブワード王国の裏社会で活躍して伝説となった。ブラッドとの間に3児をもうけた。幼い頃スライムに襲われアナルをいじられた事がトラウマになっている。
セピア・クリッド（声：神崎ちひろ）
ブラッドの巣に生け贄として送られ、妾となった村娘。生け贄としてやってきた素朴で従順な生娘だったが、人を纏める才能があり、巣の生贄達のリーダー格となった。後に巣の近くに生贄とその子供達の住まう村を築き、交渉のみで村を外敵から守り通した。ブラッドとの間に7児をもうけ、内1人は竜の血を色濃く受け継いでおり竜の姿に変身することが出来た。
マーガレット・ベオルフ（声：春野さつき）
ブラッドの巣に生け贄として送られ、妾となった貴族娘。実家が没落して商家へ嫁いだものの夫は爵位目当てであったため、息子が生まれるとすぐさま竜への生贄として差し出されてしまった。後にブラッドの命を受けたクーとメイド隊によって助け出された息子と共に、麓にある獣人の村（ユメの故郷）に匿われ、人間と獣人の間の関係改善に寄与した。ブラッドとの間に竜の血を色濃く受け継いだ娘を1人もうけた。作中唯一の子持ち女性であり、搾乳シーンがある。
ロベルト・カーロン（声：植木亨）
エルブワード王国第一王女付近衛隊の兵士。ルクルに仕えて15年になるベテランで、実質的に彼女の側近である。ルクル個人に対する忠誠心が極めて強く、彼女の身を常に案じているが、いささか思い込みが激しいところがあり、この辺りは本編ではなくおまけの方で見ることが出来る。同僚にジョルジュ・ブラストマイアがいる。
2007年7月に行われたメーカー公式の第7回ソフトハウスキャラ人気投票において、第6位という堂々たる記録を打ち立てた。さらに2010年の「帰ってきた人気投票　～意識調査編～」では、第4位にまで躍進している。

## 主題歌
「青空ボレロ」
作詞・作曲・歌唱：畑亜貴
コーラス：咲良

## 漫画『ガンジェット・ブラックナイト』
ソフトハウスキャラのHPで描かれた作品。ブラッドが巣を作る以前に、別の巣でのある物語。なおフェイが最後のページで登場している。
ガンジェット
主人公。タイル通りに黒い鎧で装備を固めている。大英雄と言われるほどの実力者だが、金銭面ではだらしがない。
ホーンちゃん
ガンジェットが一目惚れした軍服を着た女性のモンスター。見た目は人だが腕は白骨化している、死んでも復活する「不死身」スキルを習得できるアンデッド系モンスターである。劇中で名前は明かされなかった。
メルティナ
ガンジェットとパーティーを組む女性。
ランバート
ガンジェットとパーティーを組む男性。過去2回カミさんに逃げられている。

## ノベライズ
- ソフトハウスキャラ 原作＼甲斐正一 著『巣作りドラゴン』（ハーヴェスト出版、2004年） ISBN 4-434-05076-1　　原画・佐々木珠流

## 背景
ソフトハウスキャラの8作目のSLG。発売前に配布された体験版で高い前評判を得て発売。それまでの作品よりはるかに売れた。後にスタッフは「これが売れなければもう会社を畳む気だった」と発言しているが、「レベルジャスティスより開発期間が短いこれがどうして大ヒットしたのかが不思議だ」とも発言している。

## コラボレーションタイトル
『巣作りカリンちゃん』
『巣作りドラゴン』のシステムが取り入れた、『恋姫†夢想』によるコラボタイトル。
2019年に「ネクストン」とのコラボブランド「KarinProject」から発売。通常版の他に、『巣作りドラゴン』のダウンロードコードが付属する『巣作りカリンちゃん -巣作りドラゴン同梱版-』も発売。
2021年に拡張パック『巣作りカリンちゃん -星詠みの神託-』と、拡張パックと前作とグッズを同梱したプレミアムパッケージが発売。
2022年には拡張パックの正当進化作品としてブラウザゲーム『巣作りカリンちゃん ラビリンスキングダム』がリリース予定だったが、数年にわたり延期となっていた。より世界観を広げるためのタイトルとして、2025年にようやく『魔王カリンちゃんRPG 〜恋姫建国奔走記〜』として再起動し、配信開始された。